# Xã Lyon, Quận Stutsman, Bắc Dakota
Xã Lyon (tiếng Anh: Lyon Township) là một xã thuộc quận Stutsman, tiểu bang Bắc Dakota, Hoa Kỳ. Năm 2010, dân số của xã này là 19 người.